# Waasmunster
Waasmunster este o comună neerlandofonă situată în provincia Flandra de Est, regiunea Flandra din Belgia. La 1 ianuarie 2011 avea o populație totală de 10.499 locuitori. Suprafața totală a comunei este de 31,93 km². 

## Localități înfrățite
- Slovenia : Kranjska Gora.